# Перрі Комо
П'єріно Рональд «Перрі» Комо (англ. Pierino Ronald «Perry» Como, 18 травня 1912 — 12 травня 2001) — американський співак і телезірка 1940—1950-х, лауреат премії «Греммі» 1958 року, отримав велику популярність завдяки своєму м'якому і проникному баритону. За період з 1943 по 1958 роки його пісні 42 рази потрапляли в «топ 10» американських хіт-парадів. Протягом всієї своєї кар'єри, яка охоплює більше ніж половину століття, Комо випускав записи виключно під лейблом «RCA Records» після підписання з ними контракту в 1943 році. Загальний успіх співака на телебаченні і в музиці до теперішнього часу не зміг повторити жоден артист.
Перрі Комо завжди робив більший наголос не на довірливу розмову, а на іронію і пародію, при співі він використовував театральні жести й інтонації, і супроводжував свій спів коротким конферансом власного виготовлення. Кожен виступ Перрі Комо перетворювалося в міні-спектакль. Це не могло не сприяти тому, що незабаром співак став віддавати все більше часу кар'єрі шоумена і вельми досяг успіху на цьому терені. Причому, як відзначають критики, особливою популярністю шоу Перрі користувалося під Різдво, коли вся Америка насолоджується домашнім затишком, а всі телеканали оспівують сімейні цінності. Співака широко поважали за високі професійні стандарти і поведінку в особистому житті. В офіційному журналі «RCA Records» — «Billboard», про життя співака писали в кількох словах: «50 років музики і життя, прожитих добре. Приклад для всіх»
Відомий американський композитор Ервін Дрейк сказав про нього: «…іноді хтось, як Перрі, приходить для того, щоб не „пливти за течією“, а здобути перемогу, незважаючи на всіх неспроможних, які докучають йому для того, щоб уступити їх цінностям. Тільки іноді».
Перрі Комо є лауреатом престижної премії — Kennedy Center Honors. У 2006 році співак був включений у відомий музей слави — Long Island Music Hall of Fame.

## Особисте життя
Перрі Комо, за походженням італоамериканець, народився в місті Канонсберг, штаті Пенсільванія, за 20 миль на південь від Піттсбурга 18 травня 1912 року. Він був 7 дитиною в католицькій родині з 13 дітей. Батьки Перрі емігрували з Італії в США. Незважаючи на те, що Комо з ранніх років любив співати, його перша велика амбіція полягала в тому, щоб бути кращим перукарем в Канонсбергу. Після закінчення середньої школи він відкрив власну перукарню.
У 1933 році він одружився зі своєю молодою коханою — Розелль Беллайн, яку зустрів 1929 року на пікніку з нагоди свого сімнадцятиріччя. Вони виховували трьох дітей.
Перрі та Розелль залишалися разом аж до самої смерті Розелль в серпні 1998 року у віці 84 років. Це сталося через два тижні після того, як подружжя відсвяткувало 65-річну річницю з дня весілля.

## Кар'єра професійного співака
Перший серйозний успіх прийшов до співака в 1936 році, коли він приєднався до оркестру тромбоніста Теда Вімза і взяв участь у його радіо-шоу «Beat The Band». Перша спільна робота Комо з оркестром Вімза носила назву — «You can't Pull the Wool Over My Eyes», і була записана на студії Decca Records. Коли оркестр розпався в 1942 році, Перрі почав сольну кар'єру, і скоро його невигадливі пісеньки «Long Ago And Far Away», «I'm Gonna Love That Gal» і «If I Loved You» заповнили весь не зайнятий військовими радіоефір. Після цього Комо працював протягом декількох років без помітного успіху на телекомпанії CBS. До цього часу колишній перукар вирішив повернутися на батьківщину, в Канонсберг, до сім'ї і колишньої роботи. Рішучість залишити кар'єру професійного співака не була здійснена лише завдяки продюсерам телекомпанії «NBC», які запропонували Комо участь у радіопередачі — The Chesterfield Supper Club. Робота в музичній радіоперадачі, що незабаром стала особливо популярною серед слухачів, принесла Комо популярність в театральних колах і нічних клубах.
Після закінчення Другої світової війни, в 1945 році, Комо робить запис балади Till the End of Time (заснованої на полонезі Фредеріка Шопена). Балада незабаром стала хітом, опинившись на вершині американських чартів, вона поклала початок подальшої сольної кар'єри співака. Подальші записи співака стали супер-хітами, і багато в чому навіть перевершили успіх балади Till the End of Time, досягаючи в музичних хіт-парадах США перше місце 14 разів: «Till The End Of Time» (1945); «Prisoner of Love» (1946); «Surrender» (1946); «Chi-Baba, Chi-Baba» (1947); «A — You're Adorable» (1949); «Some Enchanted Evening» (1949); «Hoop-De-Doo» (1950); «If» (1951); «don't Let The Stars Get In Your Eyes» (1952); «No Other Love» (1953); «Wanted» (1954); «Hot Diggity (Dog Ziggity Boom)» (1956); «Round And Round» (1957); «Catch A Falling Star» (1957).

### Премія «Греммі»
14 березня 1958 року, РИАА присудила хіту Комо — «Catch A Falling Star» перший «Золотий диск». У цей же рік Перрі Комо отримав премію «Греммі» в номінації «Краще чоловіче вокальне виконання» (англ. Best Vocal Performance, Male) за пісню «Catch A Falling Star». На церемонії нагородження співак сказав:
| Ліві лапки | «Як дивно, що сьогодні мені плескає стільки людей, у яких мені ніяково попросити автограф». | Праві лапки |

Перрі Комо записав безліч альбомів, випущених під лейблом «RCA Victor» в період з 1952 по 1987 рік. Багато записів були удостоєні премії «Золотий диск», але співак відмовлявся від видачі сертифікатів про «золотий» статус своїх записів. Саме ця особливість його характеру зробила його таким не схожим на інших представників музичного мистецтва, викликала любов мільйонів шанувальників у всьому світі. За десятиліття були продані мільйони записів Перрі Комо, але співак, з властивою йому скромністю, часто применшував свої успіхи.

### Пізні роки
Звукозаписні сесії Комо в ранні роки, як правило, завжди проходили з гумором. Так, наприклад, у записі різдвяної пісні 1959 року — Santa Claus is Comin' to Town — слухачі можуть почути сміх співака під час гри оркестру. В більш пізні роки його творчості настрій Перрі під час роботи над записами пісень серйозно погіршився, і вже з 1980-х років співак перестав записувати нові пісні, повернувшись на студію «RCA Records» з метою зробити запис останнього альбому спільно зі своїм близьким другом і партнером Ніком Періто в 1987 році. Пісня «The Wind Beneath My Wings» стала майже автобіографічною. Пісня оповідає про довгу і успішну кар'єру музиканта, що тривала протягом багатьох років. Комо виконав пісню єдиний раз, в 1994 році, на своєму відомому Різдвяному концерті в Ірландії.
У 2002 році Перрі Комо посмертно був нагороджений премією «Grammy Lifetime Achievement Award». Перрі Комо включений до Зали слави хіт-параду в 2007 році.

## Прощальний концерт вІрландії
У січні 1994 року Перрі Комо гастролював в Дубліні (Ірландія). За рік до цього співак відсвяткував п'ятдесятиріччя з дня свого співробітництва з «RCA Records», а також 45-річчя роботи на телебаченні, включаючи телевізійні передачі, що випускаються на Різдво для людей усіх віросповідань. Різдвяний концерт Перрі Комо в Ірландії був підготовлений американським громадським телебаченням PBS. Незважаючи на похилий вік співака і стан його здоров'я, концерт щорічно транслюється з 1994 року.
Відомо, що після концерту в 1994 році Комо приніс вибачення аудиторії Дубліна за виконання, яке, як він вважав, не відповідає його звичайним стандартам.

## Телебачення
Кар'єра Перрі на телебаченні почалася після успіху радіопрограми «Chesterfield Supper Club» студії «NBC», прем'єра якої відбулася 24 грудня 1948 року. У 1950 році Перрі продовжив роботи на телебаченні, «CBS», де назва принісшої йому популярність радіопрограми було змінено на «The Perry Como Show».
15-хвилинне телешоу Перрі Комо почало транслюватися з 1950-х років до тих пір, поки співак не перейшов працювати на телекомпанію «NBC» в 1955 році. 15 вересня 1956 прем'єра сезону The Perry Como Show була передана від нового кольорового телебачення студії «NBC» в недавно відкритому в ті роки нью-йоркському театрі — Ziegfeld Theatre. Шоу Перрі Комо стало одним з перших щотижневих шоу кольорового телебачення.
Перрі Комо став першим високооплачуваним виконавцем в історії телебачення до того часу, як артист було визнаний рекордсменом книги рекордів Гіннеса. До цього моменту Комо конкурував з музикантом Джеккі Глісоном, як було сказано в «Battle of the Giants». Про цей факт тепер згадується рідко, частково тому, що Комо зазвичай применшував власні досягнення.
За весь період своєї роботи на телебаченні Комо взяв участь у численних різдвяних телешоу, починаючи з Святвечора 1948 року до різдвяних свят 1994 року (останній виступ на Різдво — концерт в Ірландії). Після того як щотижневі телевізійні серії Комо завершили трансляцію в 1963 році, телешоу Перрі Комо стали виходити двічі на місяць, і зовсім незабаром, сезонними випусками в дні святкування Великодня, Весни, Дня подяки і Різдва, аж до 1987 року. Записи телевізійного привітання Комо на свято транслювалися в багатьох частинах світу, включаючи Велику Британію, Рим, Австрію, Францію, і Північну Америку. Останній різдвяний концерт Перрі Комо відбувся в Ірландії.

## Смерть
Перрі Комо помер 12 травня 2001 року в своєму будинку у Флориді, за шість днів до свого вісімдесят дев'ятого дня народження. Як повідомляється, співак помер від наслідків хвороби Альцьгеймера, якою страждав в останні роки життя.
Дочка музиканта Террі Дібаду розповіла, що батько помер уві сні. «Ми з моїм сином Холденом і Перрі провели дві чудових години з батьком у п'ятницю, 11 травня. Всі веселилися і їли морозиво, і це було просто чудово. А потім Перрі не стало».
Його похоронна церемонія відбулася в Католицькій церкві Св. Едуарда в Палм-Біч (штат Флорида).

## Дискографія

### Довгограючі альбоми ~RCA Victor10"
| Дата випуску | Назва                                              | Лейбл       |
| ------------ | -------------------------------------------------- | ----------- |
| 1951         | Perry Como Sings Merry Christmas Music             | RCA Records |
| 1952         | TV Favorites                                       | RCA Records |
| 1952         | A Sentimental Date with Perry                      | RCA Records |
| 1952         | Supper Club Favorites                              | RCA Records |
| 1953         | Hits from Broadway Shows                           | RCA Records |
| 1953         | Around the Christmas Tree                          | RCA Records |
| 1953         | I Believe ~ Songs of All Faiths Sung by Perry Como | RCA Records |
| 1954         | Como's Golden Records                              | RCA Records |

### Довгограючі альбоми ~RCA Victor12"
| Дата випуску | Назва                                                         | Лейбл       |
| ------------ | ------------------------------------------------------------- | ----------- |
| 1955         | So Smooth                                                     | RCA Records |
| 1956         | I Believe                                                     | RCA Records |
| 1956         | Relaxing with Perry Como                                      | RCA Records |
| 1956         | Perry Como Sings Hits from Broadway Shows                     | RCA Records |
| 1956         | A Sentimental Date with Perry Como                            | RCA Records |
| 1956         | Perry Como Sings Merry Christmas Music                        | RCA Records |
| 1957         | We Get Letters                                                | RCA Records |
| 1958         | Saturday Night With Mr. C                                     | RCA Records |
| 1958         | When You Come To The End Of The Day                           | RCA Records |
| 1958         | Como's Golden Records                                         | RCA Records |
| 1959         | Como Swings                                                   | RCA Records |
| 1959         | Season's Greetings From Perry Como                            | RCA Records |
| 1961         | For The Young At Heart                                        | RCA Records |
| 1961         | Sing to Me, Mr. C                                             | RCA Records |
| 1962         | By Request                                                    | RCA Records |
| 1962         | The Best Of Irving Berlin's Songs From Mr. President          | RCA Records |
| 1963         | Perry at His Best                                             | RCA Records |
| 1963         | The Songs I Love                                              | RCA Records |
| 1965         | The Scene Changes ~ Perry Goes to Nashville                   | RCA Records |
| 1966         | Lightly Latin                                                 | RCA Records |
| 1966         | Perry Como In Italy                                           | RCA Records |
| 1968         | The Perry Como Christmas Album                                | RCA Records |
| 1968         | Look to Your Heart                                            | RCA Records |
| 1969         | Seattle                                                       | RCA Records |
| 1970         | Perry Como In Person at the International Hotel, Las Vegas    | RCA Records |
| 1970         | This is Perry Como                                            | RCA Records |
| 1970         | It's Impossible                                               | RCA Records |
| 1973         | And I Love You So                                             | RCA Records |
| 1974         | Perry ~ The Way We Were                                       | RCA Records |
| 1975         | Just Out Of Reach                                             | RCA Records |
| 1976         | Perry Como: A Legendary Performer                             | RCA Records |
| 1977         | The Best Of British                                           | RCA Records |
| 1978         | Where You're Concerned                                        | RCA Records |
| 1980         | Perry Como ~ The Colors of My Life                            | RCA Records |
| 1981         | Perry Como: Live On Tour                                      | RCA Records |
| 1982         | I Wish It Could Be Christmas Forever                          | RCA Records |
| 1983         | So It Goes ~ Goodbye For Now                                  | RCA Records |
| 1987         | Perry Como Today ~ The Wind Beneath My Wings                  | RCA Records |
| 1993         | Yesterday & Today: A Celebration In Song (RCA Victor Box Set) | RCA Records |

### Довгограючі альбоми ~ RCA Camden12"
| Дата випуску | Назва                                   | Лейбл      |
| ------------ | --------------------------------------- | ---------- |
| 1957         | Dream Along With Me                     | RCA Camden |
| 1958         | Perry Como Sings Just For You           | RCA Camden |
| 1959         | Perry Como's Wednesday Night Music Hall | RCA Camden |
| 1960         | Dreamer's Holiday                       | RCA Camden |
| 1961         | Perry Como Sings Merry Christmas Music  | RCA Camden |
| 1962         | Make Someone Happy                      | RCA Camden |
| 1963         | An Evening With Perry Como              | RCA Camden |
| 1964         | Love Makes The World Go 'Round          | RCA Camden |
| 1965         | Somebody Loves Me                       | RCA Camden |
| 1966         | No Other Love                           | RCA Camden |
| 1967         | Hello Young Lovers                      | RCA Camden |
| 1968         | You Are Never Far Away                  | RCA Camden |
| 1969         | The Lord's Prayer                       | RCA Camden |
| 1970         | Easy Listening                          | RCA Camden |
| 1971         | Door Of Dreams                          | RCA Camden |
| 1972         | The Shadow Of Your Smile                | RCA Camden |
| 1973         | Dream On Little Dreamer                 | RCA Camden |
| 1974         | The Sweetest Sounds                     | RCA Camden |

### Підбірка альбомів
- 1953 — Perry Como Sings ~ Evergreens By Perry Como
- 1975 — The First Thirty Years
- 1975 — Perry Como — Superstar
- 1975 — Perry Como ~ Napoleon NLP-11090
- 1976 — This Is Perry Como ~ For The US Army Reserve
- 1979 — 1940—41 Broadcast Recordings (Ted Weems & His Orchestra Featuring Perry Como And Elmo Tanner)
- 1981 — Young Perry Como
- 1982 — Collector's Items
- 1983 — Christmas With Perry Como
- 1984 — The Young Perry Como With Ted Weems & His Orchestra (1936—1941)
- 1984 — Perry Como ~ Book Of The Month Club Box Set
- 1984 — Crosby & Como ~ A Limited Collector's Edition
- 1986 — The Best Of Times
- 1988 — Jukebox Baby
- 1995 — World Of Dreams ~ A Collection Of Rarities & Collectors Items
- 1995 — The Perry Como Shows: 1943 ~ Volume 1 [Архівовано 10 жовтня 2017 у Wayback Machine.]
- 1995 — The Perry Como Shows: 1943 ~ Volume 2 [Архівовано 10 жовтня 2017 у Wayback Machine.]
- 1995 — The Perry Como Shows: 1943 ~ Volume 3 [Архівовано 10 жовтня 2017 у Wayback Machine.]
- 1997 — Perry Como: V-Disc Armed Forces Program ~ A Musical Contribution By America's Best For Our Armed Forces Overseas [Архівовано 10 жовтня 2017 у Wayback Machine.]
- 1998 — The Long Lost Hits Of Perry Como [Архівовано 10 жовтня 2017 у Wayback Machine.]
- 1998 — Perry-Go-Round [Архівовано 10 жовтня 2017 у Wayback Machine.]
- 1999 — The Essential 60's Singles Collection
- 1999 — Greatest Hits
- 1999 — I Want To Thank You Folks [Архівовано 10 жовтня 2017 у Wayback Machine.]
- 1999 — Class Will Tell ~ Perry Como With Ted Weems & His Orchestra [Архівовано 10 жовтня 2017 у Wayback Machine.]
- 1999 — Greatest Christmas Songs
- 2000 — The Very Best Of Perry Como (BMG)
- 2001 — Perry Como Sings Songs Of Faith & Inspiration (Buddha Records ~ Special Limited Edition — 2 CD Set) [Архівовано 19 березня 2012 у Wayback Machine.]
- 2001 — A Perry Como Christmas
- 2001 — RCA: 100 Years Of Music ~ Perry Como With The Fontane Sisters (з сестрами Фонтейн)
- 2006 — Juke Box Baby (Compilation)
- 2006 — One More Time ~ Perry Como & The Fontane Sisters [Архівовано 19 березня 2012 у Wayback Machine.] (з сестрами Фонтейн)

### Останні записи
- 1994 — Perry Como's Irish Christmas ~ Perry Como's Christmas Concert

## Радіо
- Columbia Presents Como (1943)
- The Perry Como Chesterfield Supper Club (1944—1950)
- The Perry Como Chesterfield Show (1950—1955)

## Телебачення
- The Perry Como Chesterfield Supper Club (1948—1950)
- The Perry Como Chesterfield Show (1950—1955)
- The Perry Como Show (1955—1959)
- Perry Como's Kraft Music Hall (1959—1967)
- Perry Como Comes To London (1960)
- The Perry Como Holiday Special (1967)
- Perry Como Special — In Hollywood (1968)
- Christmas At The Hollywood Palace (1969)
- The Many Moods Of Perry Como (1970)
- Perry Como — In Person (1971)
- Perry Como's Winter Show (1971)
- The Perry Como Winter Show (1972)
- Cole Porter In Paris (1973)
- The Perry Como Winter Show (1973)
- The Perry Como Sunshine Show (1974)
- Perry Como's Summer of '74 (1974)
- Perry Como's Christmas Show (1974)
- Como Country: Perry And His Nashville Friends (1975)
- Perry Como's Springtime Special (1975)
- Perry Como's Lake Tahoe Holiday (1975)
- Perry Como's Christmas In Mexico (1975)
- Perry Como's Hawaiian Holiday (1976)
- Perry Como's Spring In New Orleans (1976)
- Perry Como: Las Vegas Style (1976)
- Perry Como's Christmas In Austria (1976)
- Perry Como's Music From Hollywood (1977)
- Perry Como's Olde Englishe Christmas (1977)
- Perry Como's Easter By The Sea (1978)
- Perry Como's Early American Christmas (1978)
- Perry Como's Springtime Special (1979)
- Perry Como's Christmas In New Mexico (1979)
- Perry Como's Bahamas Holiday (1980)
- Perry Como's Christmas In The Holy Land (1980)
- Perry Como's Spring In San Francisco (1981)
- Perry Como's French-Canadian Christmas (1981)
- Perry Como's Easter In Guadalajara (1982)
- Perry Como's Christmas In Paris (1982)
- Perry Como's Christmas In New York (1983)
- Perry Como's Christmas In England (1984)
- Perry Como's Christmas In Hawaii (1985)
- The Perry Como Christmas Special (1986)
- Perry Como's Irish Christmas (1994)

### Телебачення ~ гість— запрошений гість—камео—документальні фільми
- «The Frank Sinatra Show» (10 березня, 1951)
- «The Frank Sinatra Show» (19 жовтня, 1951)
- «The All-Star Revue» (14 лютого, 1953)
- «Max Leibman's Variety» (30 січня, 1955)
- «Some Of Manie's Friends ~ Tribute To RCA/NBC Executive Manie Saks» (3 березня, 1959)
- «The Bob Hope Show» (18, 1956)
- «The Dinah Shore Chevy Show» (31 січня, 1957)
- «Il Musichiere» (Травень, 1958)
- «The Bing Crosby Show» (29 лютого, 1960)
- «Celebrity Golf» (1960)
- «The Bob Hope Show» (1967)
- «Laugh-In» (25 листопада, 1968)
- «Laugh-In» (13 січня, 1969)
- «Laugh-In» (24 березня, 1969)
- «Laugh-In» (16 лютого, 1970)
- «Jimmy Durante Presents The Lennon Sisters» (28 лютого, 1970) («Джиммі Дуранте представляє Сестер Леннон»)
- «The Doris Mary Anne Kapplehoff Special ~ The Doris Day Special» (14 березня, 1971)
- «Flip The Wilson Show» (6 жовтня, 1971)
- «Julie Andrews On Sesame Street» (23 листопада, 1973)
- «The Royal Variety Performance» (24 листопада, 1974)
- «The Barber Comes To Town» (1975)
- «Ann-Margret: Rhinestone Cowgirl» (26 квітня, 1977)
- «Parkinson» (26 листопада, 1977)
- «Bob Hope's Christmas Show» (Грудень 1977)
- «Entertainment Tonight ~ On Perry Como's 40th Anniversary With RCA Records» (1983)
- «The Today Show» (1983)
- «The Kennedy Center Honors» (27 грудня, 1983)
- «The Arlene Herson Show» (6 червня, 1984)
- «Minneapolis TV Interview» (19 червня, 1984)
- "Regis Philbin's Life Styles (Липень, 1984)
- «AM Cleveland» (Липень, 1984)
- «The Kennedy Center Honors» (6 грудня, 1987)
- "Evening At Pops ~ A Tribute To Bing Crosby (20 серпня, 1988)
- «Regis & Kathy Lee Live» (11 жовтня, 1988)
- «Regis & Kathy Lee Live» (7 липня, 1989)
- «Gala Concert For President Ronald Reagan» (22 жовтня, 1989)
- «Regis & Kathy Lee Live» (4 грудня, 1990)
- «Regis & Kathy Lee Live» (5 грудня, 1990)
- «Broadcast Hall of Fame» (7 січня, 1991)
- «Hard Copy ~ Perry Como — The King of Crooners» (14 червня, 1991)
- «CBS — This Morning» (20 грудня, 1991)
- «National Memorial Day Concert, Washington D. C.» (22 травня, 1992)
- «Regis & Kathy Lee Live» (15 листопада, 1994)

## Фільмографія
- Something To Shout About (1943) ~ можливо, камео
- Something for the Boys (1944)
- Doll Face (1945)
- March of Time (1945)
- If i'm Lucky (1946)
- Слова і музика (1948)
- Tobaccoland on Parade (1950)
- П'ята свобода (1951)